# МОГ антителима изазвана болест
МОГ антителима изазвана болест (акроним МОГАБ) или МОГ енцефаломијелитис повезан са антителима (МОГ-ЕМ) недавно је откривено неуро-инфламаторно стање које првенствено изазива упалу оптичког (видног) нерва, али такође може изазвати и упалу кичмене мождине и мозга. 
Мијелински олигодендроцитни гликопротеин (МОГ) је протеин који се налази на површини мијелинских омотача у централном нервном систему. Функција овог гликопротеина није тачно позната, али се зна да је МОГ мета имуног система код ове болести. Дијагноза се потврђује када се МОГ антитела у крви пронађу код пацијената који имају поновљене инфламаторне нападе централног нервног система.

## Историја
Сумња да антитела на гликопротеин мијелинских олигодендроцита (МОГ) могу изазвати болест изучава више од 30 година. Ова истраживања указала су на то да се демијелинизација на животињским моделима манифестује као демијелинизирајуће болести централног нервног система.
Недавно је развој теста заснованог на ћелијама за откривање присуства антитела на МОГ у његовој природној конфигурацији у серуму људских пацијената узврдила постојање специфичног демијелинизационог стања повезаног са антителима на гликопротеин мијелинских олигодендроцита (МОГ).
Данас се МОГ антителима изазвана болест сматра посебном дијагнозом једне од  аутоимуних болести централног нервног система (ЦНС) изазване МОГ антителима који циљају гликопротеин мијелинских олигодендроцита на најудаљенијим мијелинским мембранама које окружују видни живац,  кичмену мождину и мозак.

## Епидемиологија
Међу пацијентима са АКП-4 серонегативним неуромијелитисом оптичког спектра (НМОСД), учесталост позитивног теста на МОГ антитела креће се између 7,4% и 39%. Студије су показале да је између 40% и 58% деце са дијагнозом акутног дисеминованог енцефаломијелитиса (АДЕМ) позитивно на анти-МОГ антитело. Иако постоји значајно преклапање између МОГАБ, НМОСД-а и АДЕМ-а, чини се да је МОГАМ јединствено имунолошко стање.
Пол
Неке студије су показале да су они са болешћу МОГ антитела у просеку млађи и вероватно ће бити мушкарци у поређењу са онима са АКП-4 позитивним НМОСД, али друге студије нису показале разлике у годинама и различите полне дистрибуције.
Раса
Једна студија је открила већи удео оних беле националности међу пацијентима са МОГ, док друге нису показале ову разлику.

## Етиологија
Тачан узрок МОГАБ-а код кога имуни систем напада МОГ протеин који се налази на нервима није позната. Антитела на гликопротеин мијелинских олигодендроцита (МОГ) повезана су са запаљенским поремећајем ЦНС-а који се разликује од мултипле склерозе (МС) и Девицове болести (ДБ) позитивног на антитела на аквапорин-4. Познавање клиничког спектра болести МОГ антитела (МОГАБ) остаје непотпуно, посебно у поређењу са две повезане инфламаторне демијелинизирајуће болести, мултиплом склерозом и запаљења оптичког нерва.
Претпоставља се да су пацијенти са МОГ антителима изазваном болешћу раније имали дијагнозу неуромијелитис оптичког спектра (НМОСД), трансверзалног мијелитиса (ТМ), акутног дисеминованог енцефаломијелитиса (АДЕМ), оптичког неуритиса (ОН) или мултипле склерозе (МС) због обрасца упале изазива укључујући оштећење мозга, кичмене мождине и оптичког нерва.
Пацијенти са упорно позитивним антителима су изложени ризику од понављања догађаја. Код оних са болешћу МОГ антитела нису позитивни на НМО антитело које се зове аквапорин 4 (АКП-4). Сматра се да је болест против МОГ антитела и АКП-4 који је позитивна код НМОСД има различите имунолошке механизме. Штавише, чини се да је мања вероватноћа да ће они са болешћу против МОГ антитела имати друге аутоимуне поремећаје (као што су реуматоидни артритис, Хашимотов тироидитис, итд.) него они са АКП-4 позитивним НМОСД.

## Клиничка слика
Клиничка слика је променљива и у великој мери зависи од укупне клиничке манифестације.
Присуство анти-МОГ аутоантитела је описано у вези са следећим условима:
- Серонегативни oптични неуромијелитис.[13][14]
- Акутни дисеминовани енцефаломијелитис, посебно у рекурентним и фулминантним случајевима.[15]
- Мултипла склероза.[16][17][18]
- Запаљење оптичког нерва[19][20]  (укључујући случајеве хроничне релапсирајућее запаљењске неуропатија)[21]
- Трансверзални мијелитис[20]
- Асептични менингитис и менингоенцефалитис (типично постинфективни менингитис).[22]

Најчешћи фенотипови су акутни дисеминовани енцефаломијелитис (АДЕМ) код деце и оптички неуритис (ОН) код одраслих.

## Хистопатологија
Демијелинизирајуће лезије енцефаломијелитиса повезаног са МОГ више личе на оне уочене код мултипле склерозе него код Девицове болести. Они су слични мултиплој склерози обрасца II са:
- Т-ћелијама и макрофагима који окружују крвне судове,
- очуваним олигодендроцитима и
- знацима активације система комплемента.

Неколико студија спроведених током 2020. године показало је да се код МОГ антителима изазвана болести лезије разликују од оних које се виде код мултипле склерозе у многим аспектима, укључујући њихову топографску дистрибуцију у ЦНС тип демијелинизације и природу инфламаторног одговора.
Код МОГ антителима изазвана болест демијелинизација се јавља спајањем малих перивенозних лезија, што генерално доводи до демијелинизације сличне оној којасе види код акутног дисеминованог енцефаломијелитиса. Демијелинизација у МОГ антителима изазваној болести је повезана са депозицијом комплемента на месту активне повреде мијелина, али је степен активације комплемента много мањи у поређењу са оним који се примећује код пацијената са неуромијелитисом повезаним са аквапорином 4 антителом (НМО).
Док се код мултипле склерозе доминантна инфламаторна реакција види око већих дренажних вена у перивентрикуларном ткиву и менингама, код МОГ антителима изазвана болести су углавном захваћене мање вене и венуле.
Коначно, у МОГ антителима изазваној болести, инфилтрирајући лимфоцити су углавном ЦД4+ Т-ћелије са малим бројем ЦД8+ Т-ћелија и Б-ћелија; Доминантни лимфоцити у активним лезијама мултипле склерозе су ЦД8+ ефекторне меморијске Т-ћелије и Б-ћелије/плазма ћелије.

## Дијагноза
МОГ-ИгГ се открива помоћу такозваних тестова заснованих на ћелијама (ЦБА). ЦБА коришћењем живих ћелија трансфицираних људским МОГ-ом пуне дужине и употребом Фц-специфичних детекционих антитела је златни стандард за тестирање анти-МОГ антитела. Серум је узорак по избору, а анализа цереброспиналне течности (ЦСФ) је мање осетљива у поређењу са тестирањем серума.
Олигоклоналне траке цереброспиналне течности, дијагностички су ослонац мултипле склерозе (МС), ретке су у МОГ антителима изазваној болести, како код одраслих тако и код деце. Ако је уопште присутна, интратекална синтеза ИгГ је ниска код већине пацијената, често пролазна и углавном ограничена на акутне нападе.
Налази ЦСФ су значајно израженији код акутног мијелитиса него код акутног оптичког неуритиса, који је често повезан са нормалним налазима ЦСФ и значајно зависи од активности болести (израженије током акутних напада), тежине напада и проширења лезије кичмене мождине.
Број белих крвних зрнаца у ликвору у МОГ антителима изазваној болести може бити већи него код мултипле склерозе, посебно код акутног мијелитиса, али нормалан број ћелија не искључује болест. ЦСФ често садржи неутрофилне гранулоците и нивои Л-лактата у ЦСФ-у могу бити повишени, чиме се у неким случајевима опонаша бактеријски менингитис. Интратекални, поликлонални антивирусни имуни одговор (МРЗ реакција), који је присутан код око 63% пацијената са мултиплом склерозом, одсутан је у МОГ антителима изазваној болести.[
Предложени дијагностички критеријуми захтевају позитивност серума на МОГ антитело као што је откривено ЦБА, клиничко-радиолошку презентацију у складу са стеченим демијелинизујућим синдромом (ВЕП може да замени радиолошке доказе само код пацијената са акутним Оптичким нееуритисом), и искључење алтернативних дијагноза; - дефинисане су такозване 'црвене заставице', које, ако постоје, треба да подстакну лекаре да оспоравају дијагнозу и да подстакну поновно тестирање на МОГ-ИгГ, идеално користећи други, методолошки другачији тест.
Код младих, МРИ типично показује лезије сличне акутни дисеминовани и лонгитудинално екстензивни попречни мијелитис (ЛЕТМ), док се оптички неуритис и кратки попречни мијелитис чешће примећују код старијих пацијената. Међутим, описани су ретки случајеви симптоматских МРИ-негативних МОГ болести.

## Диференцијална дијагноза
Симптоми неких поремећаја могу бити слични онима код МОГАБ-а, због обрасца запаљења који изазива, укључујући оштећење мозга, кичмене мождине и оптичког нерва.тако да поређења могу бити корисна за диференцијалну дијагнозу.
МОГАБ се може погрешно дијагностиковати као:
- мултипла склероза (МС),
- поремећај неуромијелитиса оптичког спектра (НМОСД),
- трансверзални мијелитис (ТМ) и
- акутни дисеминовани енцефаломијелитис (АДЕМ)

## Терапија
Смернице за лечење болести изазване МОГ антителима за сада нису написане. Следе могући третмани у лечењу акутног догађаја.
Интравенски стероиди
Иако не постоје клиничка испитивања која подржавају јединствен приступ лијечењу пацијената са болешћу антитела на МОГ, добро је препознато као стандард неге давање високе дозе интравенозног метилпреднизолона за сумњу на акутни мијелитис или оптички неуритис, обично 3 до 5 дана, осим ако не постоје убедљиви разлози за то. Одлука да се понуди наставак стероида или да се дода нови третман често се заснива на клиничком току и изгледу МРИ на крају 5 дана стероида. Чини се да они са болешћу МОГ антитела добро реагују на стероиде. Орални стероидни конус може бити од помоћи за спречавање релапса повлачења стероида.
Размена плазме (плазмафереза)
Верује се да плазмафереза делује у аутоимуним болестима ЦНС-а кроз уклањање специфичних или неспецифичних растворљивих фактора који ће вероватно посредовати, бити одговорни за или допринети оштећењу органа изазваном запаљењем. ПЛЕКС се често препоручује за умерене до агресивне облике ТМ и ОН, као што је врло чест случај са болешћу МОГ антитела, ако нема много побољшања након лечења интравенским стероидима. Ако су присутни симптоми озбиљни, ПЛЕКС се може започети истовремено са стероидима. Није било проспективних клиничких испитивања која доказују ефикасност ПЛЕКС-а код болести против МОГ антитела, али ретроспективне студије ТМ лечених ИВ стероидима праћеним ПЛЕКС-ом су показале повољан исход. ПЛЕКС се такође показао ефикасним код других аутоимуних или инфламаторних поремећаја централног нервног система. Рани третман је користан – ПЛЕКС се обично почиње у року од неколико дана од примене стероида, врло често пре него што се курс стероида заврши. Посебна корист се показала ако се започне у акутном или субакутном стадијуму мијелитиса или ако постоји континуирана активна инфламација на МРИ.
Интравенски имуноглобулин (ИВИГ)
Друга опција за лечење акутне инфламације повезане са анти-МОГ је интравенски имуноглобулин (ИВИГ). Имуноглобулин долази из скупљене крви која се донира од хиљада здравих људи. Као што име говори, ИВИГ се даје интравенозно. ИВИГ се генерално добро подноси. Потенцијалне нежељене реакције су ретке, али се обично јављају током или непосредно након инфузије и укључују главобољу, мучнину, бол у мишићима, грозницу, зимицу, нелагодност у грудима, кожне и анафилактичке реакције. Реакције након инфузије могу бити озбиљније и укључују мигренске главобоље, асептични менингитис, оштећење бубрега и крвне угрушке. Попут кортикостероида и ПЛЕКС-а, не постоје подаци који потврђују вредност ИВИГ-а у окружењу акутних догађаја. Док већина студија подржава употребу кортикостероида и/или ПЛЕКС-а у акутним демијелинизирајућим синдромима.
Други акутни третмани
У случајевима изостанка одговора ни на стероиде или на ПЛЕКС терапију и континуирано присуства активне упале у кичменој мождини, могу бити потребни други облици интервенција заснованих на имунитету. У том циљу може се размотрити употреба имуносупресива или имуномодулатора, посебно код оних пацијената са агресивним облицима мијелитиса, који су рефракторни на лечење стероидима и/или ПЛЕКС-ом.
Као и код свих лекова, потребно је пре почетка терапије размотрити ризике у односу на користи од агресивне имуносупресије. А по започетој терапији пацијенте треба пажљиво пратити и правовремено реагааовати на потенцијалне компликације које могу настати услед имуносупресије. 